# Broye-Aubigney-Montseugny
Broye-Aubigney-Montseugny és un municipi francès situat al departament de l'Alt Saona i a la regió de Borgonya - Franc Comtat. L'any 2007 tenia 457 habitants.

## Demografia

### Població
El 2007 la població de fet de Broye-Aubigney-Montseugny era de 457 persones. Hi havia 217 famílies, de les quals 75 eren unipersonals (32 homes vivint sols i 43 dones vivint soles), 79 parelles sense fills, 51 parelles amb fills i 12 famílies monoparentals amb fills.
La població ha evolucionat segons el següent gràfic:
Habitants censats

### Habitatges
El 2007 hi havia 302 habitatges, 220 eren l'habitatge principal de la família, 59 eren segones residències i 23 estaven desocupats. 291 eren cases i 9 eren apartaments. Dels 220 habitatges principals, 191 estaven ocupats pels seus propietaris, 27 estaven llogats i ocupats pels llogaters i 3 estaven cedits a títol gratuït; 5 tenien dues cambres, 45 en tenien tres, 54 en tenien quatre i 116 en tenien cinc o més. 169 habitatges disposaven pel capbaix d'una plaça de pàrquing. A 92 habitatges hi havia un automòbil i a 99 n'hi havia dos o més.

### Piràmide de població
La piràmide de població per edats i sexe el 2009 era:
| Homes | Edats   | Dones |
| ----- | ------- | ----- |
| 0     | 95 o +  | 0     |
| 0     | 90 a 94 | 0     |
| 4     | 85 a 89 | 0     |
| 4     | 80 a 84 | 8     |
| 0     | 75 a 79 | 20    |
| 20    | 70 a 74 | 16    |
| 20    | 65 a 69 | 16    |
| 20    | 60 a 64 | 36    |
| 12    | 55 a 59 | 8     |
| 12    | 50 a 54 | 12    |
| 12    | 45 a 49 | 16    |
| 12    | 40 a 44 | 4     |
| 8     | 35 a 39 | 4     |
| 24    | 30 a 34 | 20    |
| 12    | 25 a 29 | 16    |
| 12    | 20 a 24 | 8     |
| 16    | 15 a 19 | 32    |
| 12    | 10 a 14 | 4     |
| 8     | 5 a 9   | 4     |
| 24    | 0 a 4   | 0     |

## Economia
El 2007 la població en edat de treballar era de 282 persones, 202 eren actives i 80 eren inactives. De les 202 persones actives 188 estaven ocupades (100 homes i 88 dones) i 14 estaven aturades (3 homes i 11 dones). De les 80 persones inactives 29 estaven jubilades, 22 estaven estudiant i 29 estaven classificades com a «altres inactius».

### Ingressos
El 2009 a Broye-Aubigney-Montseugny hi havia 235 unitats fiscals que integraven 502,5 persones, la mediana anual d'ingressos fiscals per persona era de 17.545 €.

### Activitats econòmiques
Dels 10 establiments que hi havia el 2007, 1 era d'una empresa de fabricació d'altres productes industrials, 2 d'empreses de construcció, 2 d'empreses de comerç i reparació d'automòbils, 1 d'una empresa d'hostatgeria i restauració, 1 d'una empresa financera, 2 d'empreses de serveis i 1 d'una empresa classificada com a «altres activitats de serveis».
Dels 5 establiments de servei als particulars que hi havia el 2009, 1 era un taller de reparació d'automòbils i de material agrícola, 1 fusteria, 1 electricista, 1 perruqueria i 1 restaurant.
L'any 2000 a Broye-Aubigney-Montseugny hi havia 10 explotacions agrícoles que ocupaven un total de 978 hectàrees.

## Poblacions més properes
El següent diagrama mostra les poblacions més properes.